# Andy Thorn
Pour les articles homonymes, voir Thorn.
Andy Thorn est un footballeur puis entraîneur anglais, né le 12 novembre 1966 à Carshalton, Londres, Angleterre. Évoluant au poste de défenseur, il est principalement connu pour ses saisons à Wimbledon et Crystal Palace ainsi que pour avoir été sélectionné en équipe d'Angleterre espoirs. Devenu entraîneur, il a dirigé Coventry City et Kidderminster Harriers.

## Biographie

### Carrière de joueur
Natif de Carshalton, Londres, il commence sa carrière à Wimbledon au côté du fameux Crazy Gang avec Dennis Wise, Lawrie Sanchez et Vinnie Jones. Il joue 107 matches de championnat pour les Wombles pour 2 buts marqués, recevant durant cette période 5 sélections en équipe d'Angleterre espoirs. Il a inscrit notamment le premier but de Wimbledon suivant leur promotion en First Division en 1986, pour une défaite 1-3 lors de la première journée contre Manchester City. Durant ses années à Wimbledon, il forme une paire de défenseurs redoutable avec son coéquipier Eric Young.
Il quitta le club en 1988 pour rejoindre Newcastle United où il ne reste qu'une seule saison avant de signer  en novembre 1989 pour Crystal Palace, où il atteindra le statut de légende du club. Son apport pour stabiliser une défense qui était jusqu'alors le point de l'équipe est indéniable et aide le club à se maintenir en First Division quatre saisons de suite. Il participe aussi à la finale de la FA Cup en 1990, perdue contre Manchester United 0-1 en match à rejouer après un premier résultat nul 3-3, pour ce qui était la toute première finale jouée par Palace.
Il retourne ensuite en 1994 dans son premier club, Wimbledon, pour deux saisons, avant de connaître une courte expérience en Écosse, à Hearts. Il finit sa carrière à Tranmere Rovers de manière prématurée, en 1998 à 31 ans, à cause d'une blessure au genou. 

### Carrière internationale
Sa carrière terminée, il rejoint Coventry City comme recruteur avant d'être appelé à assurer l'intérim avec Steve Harrison (en) à la suite du départ d'Aidy Boothroyd en 2011. Son intérim se déroulant bien, ne perdant qu'un seul match sur tout la fin de la saison 2010-11, il est promu entraîneur principal pour la saison 2011-12. 
Malheureusement, celle-ci se déroule très mal et Coventry City est relégué en First Division. Toutefois, Thorn est maintenu au poste d'entraîneur car la relégation est due en partie à l'impossibilité de recrutement du club à cause de mauvaises finances. Cependant, après un début de saison très moyen, Thorn est finalement renvoyé le 26 août 2012 après un match nul 2-2 à domicile contre Bury, alors que les Sky Blues menaient 2-0 et que la fin de match a été marqué par les huées des supporteurs.
Le 8 janvier 2014, il est nommé entraîneur de Kidderminster Harriers avant d'être renvoyé moins de deux mois plus tard, le 5 mars 2014.